# Никарагуа в Первой мировой войне
Никарагуа вступил в Первую мировую войну 8 мая 1918 года, до этого соблюдал нейтралитет. Никарагуа объявил войну Австро-Венгрии и Германской империи, выступив на стороне Антанты.

## Предыстория
В 1914 году Никарагуа находился под американской оккупационной армии на фоне последствий десятилетий региональных политических беспорядков. Беспорядки начались в 1844 году, когда конкурирующие каудильо в Никарагуа, Сальвадоре, Гватемале и Гондурасе — и меняющиеся союзы местных автократов — боролись за объединение и господство в Центральной Америке. Они в основном опирались на небольшие армии крестьянской пехоты, которые давали численное преимущество густонаселенным Гватемале и Сальвадору. Ход войны в Центральной Америке легко переломили шпионы, перебежчики и небольшие отряды наёмников — специалистов по оружию, тактиков и воинов.  Круг потенциальных наемников значительно расширился после того, как в 1848 году в Калифорнии было обнаружено золото, что золотоискателей в том, чтобы в своем путешествии из Атлантического океана в Тихий океан срезать путь через Никарагуа. Житель Теннесси Уильям Уокер в 1855 году собрал контингент из 300 человек североамериканских наемников для либерального кандидата в президенты Франсиско Кастельона и в итоге сам стал президентом на короткое время, прежде чем оказаться перед гондурасской расстрельной командой 11 сентября 1860 года. Помимо наемников, присутствие большого количества иностранцев вносило иностранное вмешательство в постоянные внутренние беспорядки, которые и так будоражили никарагуанскую политику. 

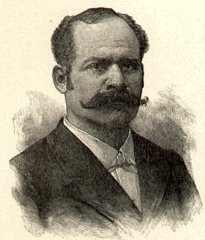
Хосе Сантос Селая Лопес

До Первой мировой войны Никарагуа находился под шестнадцатилетней диктатурой Хосе Сантоса Селайи. Он родился в кофейной семье, которая была достаточно богата, чтобы отправить его учиться во французский университет. Когда в 1893 году тридцать лет господства консерваторов закончились политической неразберихой, Селайя и его либеральная фракция одержали победу. Став президентом, Селайя строил дороги и школы, сажал в тюрьму врагов и еще больше обогатился за счёт дани, откатов и концессий. Он стремился объединить Центральную Америку, наращивал армию и привлекал иностранных военных и специалистов по разведке. В 1909 году из 73 генералов Никарагуа 17 были иностранцами, а в званиях полковника и выше были представлены такие национальности: мексиканец, гондурасец, костариканец, сальвадорец, гватемалец, венесуэлец, эквадорец, колумбиец, кубинец, бельгиец, француз, американец и немец. Жестокость Селайи и борьба за власть вдохновили десятки попыток переворотов и неудачных восстаний.
В 1907 году вмешательство Никарагуа вынудило Государственный департамент созвать международную конференцию, чтобы избежать всеобщей войны в Центральной Америке. Отношения Селайи с США были сложные. Как и другие диктаторы, Селайя регулярно нанимал американских наемников. Однако он разозлил американскую общественность, когда казнил двух захваченных пленных, Ли Роя Кэннона и Леонарда Гроса, которые были захвачены при попытке установить мины на реке Сан-Хуан для антиселаистских повстанцев. Военные корабли США появились у побережья Никарагуа в середине ноября 1909 года, а через месяц Селайя был окончательно свергнут.
Для большинства никарагуанцев, за исключением консервативной партии Никарагуа, усилия США по поддержанию мира выглядели как империалистическая интервенция. В течение следующих трех лет американские войска несколько раз высаживались на короткое время для восстановления порядка или для защиты предприятий в портах, где шли бои между повстанцами и правительственными войсками. Адольфо Диас, бывший сотрудник принадлежащей США горнодобывающей компании, помог финансировать отстранение Селайи от власти повстанцами из Консервативной партии и после недолгого пребывания на посту вице-президента стал президентом Никарагуа в 1911 году. Однако мир был недолгим и началась новая гражданская война 31 мая 1912 года. Бои между либеральными и консервативными фракциями усиливались в течение лета, пока в августе не высадились 2 500 морских пехотинцев США. Несмотря на значительное превосходство в численности, морские пехотинцы захватили железную дорогу, поддержали Диаса и консерваторов и насильно установили в Никарагуа стабильный режим. Большая часть войск была выведена в январе 1913 года, но оставшаяся охрана посольства стала гарантом мира на следующие двенадцать лет. Диас был избран президентом на фиктивных выборах в 1913 году, которые были организованы американским посольством. Американские компании предоставили администрации Диаса заем в размере 15 миллионов долларов, что вызвало обвинения в том, что он продал свою страну Вашингтону. Независимо от займа, контроль консерваторов над страной зависел от американской охраны посольства в Манагуа и своевременных визитов американских военных кораблей. Американские дипломаты регулировали распри между амбициозными соперниками-консерваторами и заявляли об искренних намерениях Вашингтона восстановить мир и наладить экономику, чтобы никарагуанцы могли расплатиться со своими североамериканскими кредиторами.  
Никарагуа с 1912 года был оккупирован войсками США, а позже по Договору Брайана — Чаморро он стал протекторатом США. Поскольку Никарагуа был де-факто протекторатом США, то объявление войны или разрыв отношений с Германией было связано прежде всего с внешней политикой США.

## Первая мировая война

### Внешняя политика
Никарагуа разорвал дипломатические отношения с Германией 8 мая 1917 года, а позже объявил войну Австро-Венгрии и Германской империи 8 мая 1918 года или 18 мая 1918 года.
Хотя государство не отправляло войска в Европу, разрыв дипломатических отношений с Германией вызвал критику со стороны националистов, либералов и других противников правительстве Чаморро. Критика высказывалась в Национальном конгрессе и в таких газетах, как La Tribuna: оппозиция указывала на отсутствие национальной чести среди консерваторов, которые ранее также подписали договор о канале.

### Пресса
Со вступлением Америки в Первую мировую войну в апреле 1917 года, пресса как в Никарагуа, так и в Соединенных Штатах начала сообщать о немецких заговорах в регионе Центральной Америки и Карибского бассейна. The New York Times опубликовала историю немецкого заговора с целью инициировать серию революций в пяти республиках, с последующим созданием Соединенные Штаты Центральной Америки. Такая форма пропаганды сочеталась с постоянными попытками уменьшить влияние немецкой прессы, которая якобы допускала утечку военной информации в новостях. Джон Барретт, генеральный директор Панамериканского союза, призвал правительство создать Панамериканский консультативный совет для борьбы с немецкой пропагандой среди латиноамериканских стран. Немецкие общины сохранили активную политическую позицию и во время войны. Часть немцев отправились воевать на родине и смогли вернуться в Манагуа, столицу Никарагуа, другие погибли в бою. Кроме того, немецкие общины производили пропаганду, которая конкурировала с пропагандой союзников. Например, газета Eco Universal, принадлежащая немецкой общине, выразила поддержку своей стране, в противовес британской газете Reuters и американской Associated Press. Но про-немецкие публикации были приостановлены после разрыва дипломатических отношений.
Среди других социальных групп война имела другое значение. Рабочие знали через прессу о мирных требованиях европейских социалистических партий, а также о событиях, которые привели к Октябрьской революции в России и последующему выходу её из войны. Для этих рабочих, знакомых с марксистской литературой, известие о русской революции было поводом для ликования.

### Нарушения в коммерции и торговле
Приоритеты европейской военной экономики вызвали падение цен и спроса на тропическую продукцию, что сказалось на условиях товарного обмена для всей Центральной Америки. Прекращение коммерческого судоходства и европейских банковских кредитов центральноамериканским импортерам предоставило Соединенным Штатам возможность укрепить свою экономическую гегемонию в регионе.
Падение импорта из Европы, однако, не укрепило местную промышленность из-за сложности импорта капитальных товаров и отсутствия внутреннего спроса и инфраструктуры. Соединенные Штаты обеспечивали почти 80 процентов импорта в Никарагуа, Гватемалу и Коста-Рику и поглощали значительную часть экспорта кофе из Центральной Америки, но не по той высокой цене, которую платили европейцы. Определенная диверсификация экспорта (кофе, бананы, металл, скот и продукты натурального хозяйства) и большее количество железнодорожных связей с тихоокеанскими портами, чем у таких стран, как Гондурас, смягчили экономические последствия войны в Никарагуа.
Американская экономическая консолидация выделяется в процентном соотношении торгового участия Никарагуа. Рост американского участия был заметен в период с 1913 по 1920 год, в отличие от падения участия европейских стран. Ни один из этих европейских рынков не восстановил довоенное участие в торговле Никарагуа в 1920-х годах.
Вытеснение соперничающих держав, начатое дипломатией межокеанского канала, было закреплено в годы войны. Немецкие инвестиции в Никарагуа, которые до конфликта достигали 10 миллионов долларов США, сократились до 2,5 миллионов в 1918 году. Война привела к банкротству нескольких немецких торговых домов. Тем не менее, в некоторых случаях они основывали торговые дома прямо в разгар конфликта. Это говорит о том, что военная ситуация не была столь экстремальной для немецкой общины. Президент Чаморро в своей автобиографии признался, что был не в силах выполнить эмбарго на поставки товаров немцам и их союзникам, введенного Соединенными Штатами после вступления в войну. По его словам, он знал немецких предпринимателей с 1880-х годов и симпатизировал их брачным связям с никарагуанскими женщинами. Он также считал маловероятным, что связи с их страной происхождения представляют риск.

### Культура
Великая война ознаменовала поворот в интеллектуальной и литературной деятельности Никарагуа, особенно в плане ослабления модернизма и намека на поэтический авангардизм. Когда разразился конфликт, поэт Рубен Дарио, живший тогда в Европе, отправился на американский континент и в январе 1915 года прочитал свою поэму «Pax» в Колумбийском университете в Нью-Йорке. В январе 1916 года он приехал в Никарагуа очень больным, где затем умер. Поэма «Pax» с её ссылками на Библию, классиков и модернистов символизировала европейскую войну с продуманным стилем; уход поэта из жизни стал эпилогом модернизма в Никарагуа.
Поэт Саломон де ла Сельва, секретарь и переводчик Дарио во время его визита в 1915 году, проживал в США и участвовал в американской литературной среде, публикуя стихи и переводя испаноязычных поэтов. В 1917 году его попытки поступить на службу в американскую армию не увенчались успехом из-за подозрений в антиамериканизме, а после поступления на службу он отказался от требования принять американское гражданство и отказаться от гражданства Никарагуа. Это заставило его поступить на службу в британскую армию, что стало единичным случаем среди латиноамериканских писателей. Некоторые авторы предполагают, что из-за сроков обучения и переброски дни пребывания поэта в окопах в Бельгии, пришлись на период с середины октября 1918 года по 11 ноября 1918 года. Этого короткого военного и культурного опыта оказалось достаточно для создания признанного произведения «Неизвестный солдат» (El soldado desconocido), опубликованного в Мексике в 1922 году, с гуманитарной перспективой, близкой к послевоенной британской литературе. Его сострадательное эстетическое и ни в коем случае не эпическое предложение создало восприятие опыта войны и ее ужасов с точки зрения выразительной экономики, которая предвосхитила латиноамериканский поэтический авангардизм.

## Последствия
США решали, кто из латиноамериканских наций будет участвовать в Парижской мирной конференции. США заявили, что участие Никарагуа в конференции «отвечает интересам Соединенных Штатов, и поэтому он должен подписать мирный договор». От лица Никарагуа, Сальзадор Чаморро, председатель палаты Депутатов, подписал 28 июня 1919 года Версальский мирный договор, завершивший состояние войны. Никарагуа, будучи одним из победителей, был приглашён к созданию Лиги Наций. 10 января 1920 он официально вступил в Лигу Наций, став государством-основателем данной организации (вышел 27 июня 1936).
В целом, война в Никарагуа имела экономические и геополитические последствия, аналогичные соседним странам, укрепив господство и оккупацию США.
После войны в Никарагуа стали прибывать евреи-эмигранты из Восточной Европы, в частности, из Венгрии и Польши, которые основали общину «Конгрегасьон исраэлита де Никарагуа».